# Evermannichthys silus
Evermannichthys silus är en fiskart som beskrevs av Böhlke och Robins, 1969. Evermannichthys silus ingår i släktet Evermannichthys och familjen smörbultsfiskar. Inga underarter finns listade i Catalogue of Life.